# Ilo Mariotti
Ilo Mariotti (Narni, 20 maggio 1922 – Terni, 30 dicembre 1992) è stato un politico italiano.

## Biografia
Esponente della Democrazia Cristiana, di cui è segretario provinciale a Terni. Ha ricoperto il ruolo di consigliere comunale a Narni e di consigliere della Provincia di Terni. Nel 1979 viene eletto senatore, restando in carica per una legislatura fino al 1983. 
Muore nel dicembre 1992, all'età di 70 anni.